# Ibrahim Adel
Ibrahim Adel Ali Mohammad Hassan (ar. إبراهيم عادل; ur. 23 kwietnia 2001 w Port Saidzie) – egipski piłkarz grający na pozycji lewoskrzydłowego. Od 2018 jest zawodnikiem klubu Pyramids FC.

## Kariera klubowa
Swoją piłkarską karierę Adel rozpoczął w klubie Al-Merreikh Port Said. W 2018 roku został zawodnikiem Pyramids FC. 30 maja 2019 zadebiutował w jego barwach w pierwszej lidze egipskiej w zremisowanym 0:0 wyjazdowym meczu z Haras El-Hodood SC. W sezonach 2018/2019, 2019/2020 i 2020/2021 zajął z Pyramids 3. miejsce w lidze.
| Sezon   | Klub        | Kraj  | Rozgrywki                   | Mecze | Gole |
| ------- | ----------- | ----- | --------------------------- | ----- | ---- |
| 2018/19 | Pyramids FC | Egipt | Ad-Dauri al-Misri al-Mumtaz | 1     | 0    |
| 2019/20 | Pyramids FC | Egipt | Ad-Dauri al-Misri al-Mumtaz | 16    | 1    |
| 2020/21 | Pyramids FC | Egipt | Ad-Dauri al-Misri al-Mumtaz | 19    | 10   |

## Kariera reprezentacyjna
W 2020 roku Adel był w kadrze Egiptu na Igrzyska Olimpijskie w Tokio. W 2022 roku został powołany do reprezentacji Egiptu na Puchar Narodów Afryki 2021. Na tym turnieju nie rozegrał żadnego meczu, a z Egiptem wywalczył wicemistrzostwo Afryki.